# Paolo Bergamo
Paolo Bergamo (né le 21 avril 1943 à Collesalvetti, dans la province de Livourne, en Toscane) est un ancien arbitre italien de football.

## Carrière
Paolo Bergamo a officié dans des compétitions majeures :
- Coupe d'Italie de football 1981-1982 (finales)
- Euro 1984 (1 match)